# Kepler-48c
Kepler-48c es un planeta extrasolar que forma parte un sistema solar formado por al menos cuatro planetas. Orbita la estrella denominada Kepler-48, situada en la constelación del cisne. Fue descubierto en el año 2012 por la satélite Kepler por medio de tránsito astronómico.